# Bataclan

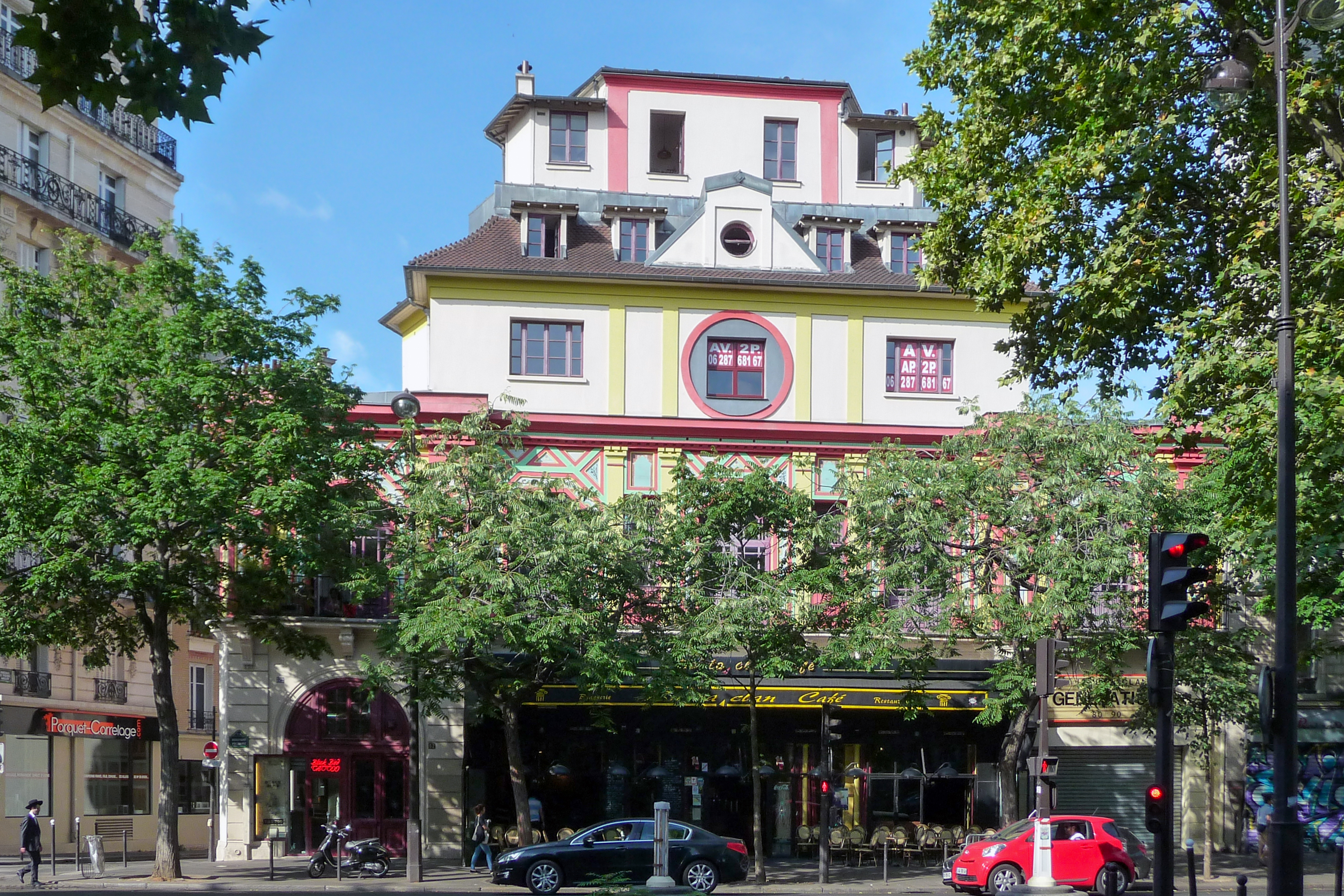
Nhà hát Bataclan vào tháng 7 năm 2015

Bataclan là một phòng hòa nhạc tại số 50 đại lộ Voltaire, thuộc quận 11 của Paris, Pháp. Tòa nhà này ban đầu là một quán cà phê âm nhạc mang kiến trúc Trung Hoa, được kiến trúc sư Charles Duval cho xây dựng vào năm 1864. Cái tên Bataclan được đặt theo Ba-ta-clan, một vở opera của Offenbach. Năm 1991, công trình đã được công nhận di tích lịch sử của Pháp.
Vào ngày 13 tháng 11 năm 2015, Bataclan là địa điểm đẫm máu nhất trong một loạt vụ tấn khủng bố ở thủ đô Paris. Ít nhất 89 người đã thiệt mạng khi những kẻ khủng bố tấn công nhà hát giữa buổi biểu diễn của ban nhạc Eagles of Death Metal với hơn 1000 khán giả.